# End of Sentence
End of Sentence è un film del 2019 diretto da Elfar Adalsteins.

## Trama
Frank Fogle, persa l'amata moglie a causa di un cancro, non appena il figlio Sean esce dal penitenziario dell'Alabama in cui era rinchiuso per furto di automobili, intraprende un viaggio con lo stesso per onorare l'ultimo desiderio della moglie: spargere le sue ceneri in un lago remoto nella sua nativa Irlanda.
Sean ha altri piani ma Frank, anche spiegandogli che così potrà prendere possesso di una casa appartenuta alla madre, fa sì che accetti, nonostante detesti il padre.
Della proposta del padre fanno parte anche un biglietto aereo per la costa occidentale degli Stati Uniti e la promessa di non rivedersi mai più. Con le ceneri dell'estinta viene organizzata una veglia funebre per i parenti e amici irlandesi della donna. Qui riaffiora la memoria di una vecchia fiamma della donna che fa ingelosire Frank. Sean, invece, attratto dall bella Jewel, le dà un passaggio. Durante il viaggio, Sean, che rimproverava al padre di non averlo difeso dai maltrattamenti del nonno, scopre che lo stesso aveva vessato molto più suo padre che non lui e cambia atteggiamento anche quando il padre si fa trascinare da lui in un'avventuroso ritrovamento delle ceneri della madre, a seguito del furto dell'auto a noleggio, da parte della scaltra Jewel.
Trovato il remoto lago su cui spargere le ceneri, Frank ha capito quanto stupido fosse stato sospettare della moglie, mentre Sean capisce come la mamma abbia concepito questo strano ultimo desiderio, con l'intento di ricucire il rapporto tra suo marito e suo figlio, riuscendo nell'obiettivo.

## Produzione
Le riprese del film sono iniziate nel maggio 2017 in Irlanda.

## Distribuzione
La pellicola è stata presentata al Edinburgh International Film Festival il 28 giugno 2019.